# David Holland (nadador)
David Holland es un deportista zimbabuense que compitió en natación adaptada. Ganó dos medallas en los Juegos Paralímpicos de Verano, bronce en Tel Aviv 1968 y bronce en Heidelberg 1972.

## Palmarés internacional
| Representando a Rodesia del Sur |                   |                   |                               |
| Juegos Paralímpicos             |                   |                   |                               |
| Año                             | Lugar             | Medalla           | Prueba                        |
| 1968                            | Tel Aviv (Israel) | Medalla de bronce | 25 m libre incompleta clase 1 |
| 1972                            | Heidelberg (RFA)  | Medalla de bronce | 25 m libre 1B                 |